# Secretaría de Desarrollo Social de Quintana Roo
Secretaría de Desarrollo Social del Estado de Quintana Roo una dependencia de la  Administración Pública Estatal,  encargada de la implementación de los mecanismos y políticas públicas  orientadas al crecimiento integral de la sociedad, para el mejoramiento de las condiciones de vida de la población, mediante la incorporación plena de los individuos, grupos y sectores de la sociedad, comunidades y regiones, al desenvolvimiento  integral y sustentable de sus capacidades productivas y su calidad de vida.

## Visión
Ser una Secretaría comprometida en la aplicación de las políticas sociales que conduzcan a la ejecución eficiente y transparente de las obras y acciones encaminadas con el desarrollo urbano y regional, la infraestructura social básica y  los programas de desarrollo que busquen la plena equidad social para todos los quintanarroenses.

## Misión
Ser la secretaría que coordine y conduzca el Sistema Estatal de Desarrollo Social, orientado al progreso de la población, estableciendo una vinculación estrecha con los grupos sociales para mejorar las condiciones de vida digna y sostenida de los quintanarroenses, mediante la creación de políticas públicas que generen oportunidades sociales y capacidades humanas a las personas de mayor desventaja social.

## Historia
La Secretaría de Desarrollo Social, nace el 15 de marzo de 2011, pero sus antecedentes se remontan 1974, año en que  Quintana Roo hizo la transición de Territorio de la Federación a Entidad Federativa o Estado. El 18 de octubre  de 1974, fue creada la Secretaría de Desarrollo Económico del Estado, cuyo principio fundamental era promover y fomentar el desarrollo económico de la entidad. 
Se le denominó Secretaría de Planeación a partir de abril de 1987, conservando las funciones de la Planeación, programación, control y evaluación de los proyectos de desarrollo, separando así todos los aspectos  de la promoción económica.
Una nueva modificación se realizó en enero de 1989, denominándose Secretaría de Programación y Presupuesto. En marzo de 1993 y con las mismas funciones, se convierte en la Secretaría de Planeación y Programación. En marzo de 1995, se reestructura con el nombre de Secretaría de Desarrollo Social, incrementando a sus funciones habituales, las de promoción y vigilancia del desarrollo urbano. 
A partir del 8 de septiembre de 2000, con las reformas a la Ley Orgánica de la Administración  Pública, se cambia de nombre denominándose Secretaria de Planeación y  Desarrollo Regional. Sus atribuciones fueron encaminadas para proyectar y coordinar las políticas del desarrollo a través de regular y coordinar el Sistema Estatal de Planeación y  el Comité de Planeación para el Desarrollo del Estado. 
Con la publicación del Decreto 438, en el Periódico Oficial del Estado de Quintana Roo, el 15 de marzo de 2011, da origen la actual Secretaría de Desarrollo Social, con la finalidad de  coadyuvar y fomentar las relaciones con los grupos políticos y sociales, así como conducir la adecuada atención política de la problemática de las comunidades indígenas y de los grupos marginados del Estado, en coordinación con las Dependencias y Entidades de la Administración Pública.

## Atribuciones
De conformidad con el Artículo 32 Bis, de la Ley Orgánica de la Administración Pública del Estado de Quintana Roo,  a la Secretaria de Desarrollo Social le corresponde el despacho de los siguientes asuntos:

I.	Formular, conducir y evaluar la política estatal de desarrollo social y las acciones correspondientes para el combate efectivo de la pobreza, procurando el desarrollo integral de la población del Estado.

II.	Promover la formulación de proyectos de ley, reglamentos y demás disposiciones de carácter general, en materia de desarrollo social y atención a grupos marginados, en coordinación con las dependencias y entidades de la Administración Pública del Estado involucradas en esas materias y someterlos a la aprobación del Ejecutivo, para el proceso legislativo correspondiente.

III.	Coordinar el diseño, formulación e instrumentación de los programas de desarrollo social del Gobierno del Estado, en conjunto con las diversas dependencias del Ejecutivo Estatal.

IV.	Dar seguimiento a la ejecución de los programas de desarrollo social que se realicen con recursos estatales o federales a cargo de las dependencias y entidades de la administración Pública del Estado o los municipios de la  entidad.

V.	Promover mecanismos tendientes a garantizar  que los recursos públicos destinados a los programas sociales, se apliquen prioritariamente a los municipios con mayor  índice de vulnerabilidad.

VI.	Regular y supervisar, en coordinación con las Secretarías de Hacienda y Contraloría, que los subsidios y  las transferencias de fondos,  provenientes del ejecutivo del estado, a favor de las instituciones de los sectores social y privado, se vinculen con los objetivos establecidos en el Plan y los Programas de Desarrollo del Estado.

VII.	Coordinar y concertar de manera conjunta con las dependencias y entidades de la Administración Pública Estatal; programas especiales para los sectores sociales  más vulnerables, con la finalidad de elevar el nivel de vida de la población.

VIII.	Coadyuvar en la implementación y ejecución de programas de creación y apoyo a empresas individuales o colectivas  en los grupos de escasos recursos, con la participación de los sectores social y privado y de las dependencias del Gobierno del Estado.

IX.	Establecer  programas especiales de desarrollo,  a las comunidades indígenas y rurales con el fin de consolidar su integración al desarrollo del Estado.

X.	Concertar con la Secretaría de Desarrollo Agropecuario, Rural e Indígena, la integración, instrumentación y ejecución de los presupuestos  de desarrollo social vinculados con la transformación socioeconómica de las comunidades indígenas y grupos marginados, con la colaboración; tanto de desarrollo social, como de las representaciones de esas comunidades.

XI.	Convenir con los municipios la elaboración, ejecución,  registro y evaluación de los programas de inversión en materia de desarrollo social y humano, así como los de combate a la pobreza.

XII.	Propones y promover mecanismos de financiamiento para el desarrollo social,  con la participación de las demás dependencias y entidades del Poder Ejecutivo y de las autoridades  municipales.

XIII.	Impulsar y coordinar la organización social en los ámbitos rural y urbano para facilitar la participación en la toma de decisiones con respecto a su propio desarrollo.

XIV.	Analizar, evaluar y en su caso instrumentar de manera conjunta con la Secretaría de Planeación y Desarrollo Regional, las propuestas de desarrollo comunitario y social resultante de la participación de las diferentes organizaciones sociales y civiles, favoreciendo el equilibrio en el desarrollo regional.

XV.	Coordinar la ejecución de os convenios en materia de desarrollo social celebrados con la federación, municipios y grupos sociales y civiles, favoreciendo el equilibrio en el desarrollo regional.

XVI.	Establecer, coordinar y operar el Sistema Estatal de Desarrollo Social, con la participación de las dependencias y entidades de la Administración Pública Estatal y Municipal, de los órganos autónomos, particulares, organismos,  instituciones y representantes  del sector social y privado.

XVII.	Proporcionar asesoría y capacitación en materia de desarrollo comunitario y política social a las dependencias, a los municipios, así como a los sectores y grupos sociales privados que lo requieran,  y. . . 

XVIII.	Las demás que le encomienden expresamente las leyes y reglamentos.